# Interkomprehension
Interkomprehension (lat. inter „zwischen“, komprehension „Verstehen“) oder Gegenseitige Verständlichkeit bezeichnet die Fähigkeit, eine fremde Sprache aufgrund von Kenntnissen einer anderen zu verstehen. Gleiches gilt für unterschiedliche Dialekte. Interkomprehension findet natürlicherweise statt, wenn Menschen unterschiedlicher Sprachen miteinander sprechen, ohne auf eine gemeinsame Sprache zurückzugreifen, oder aber wenn sie Texte in Sprachen lesen, die sie weder erlernt noch in ihrer natürlichen Umgebung erworben haben. Wie das Verstehen gesprochener Sprache überhaupt findet mündliche Interkomprehension zumeist spontan und unbewusst statt. Allerdings kann die Fähigkeit durch gezielte Sensibilisierung für bereits verfügbare sog. zwischensprachliche Transferbasen und durch Training ausgebaut werden. Eine Transferbasis wie dt. kontinu/ier/lich erlaubt im Prinzip die Identifikation von en. continue, fr. continuer/continuation/continuité/continuel, it. continuare/continuità usw.
Ein Beispiel für 'natürliche' Interkomprehension ist die Fähigkeit der meisten Spanischsprachigen, das ihrer Sprache sehr nahe stehende Portugiesische hörend oder vor allem lesend zu verstehen, obwohl sie es nicht (korrekt) sprechen können. Interkomprehension betrifft zwar vorrangig die rezeptiven Kompetenzen, kann aber auch eingesetzt werden, um den Spracherwerb vor allem einer zweiten romanischen oder slawischen Sprache zu beschleunigen. Interkomprehension ist ein Phänomen, das die vielsprachige kommunikative Tradition (nicht nur) der Europäer über viele Jahrhunderte begleitet hat. Interkomprehensiv basierte Kommunikation und Lernen sind weitaus älter als unsere modernen Sprachen und deren Unterricht als Mutter- und Fremdsprachen.

## Interkomprehensionsforschung
Die Interkomprehensionsforschung umfasst unterschiedliche Sparten und Erkenntnisgegenstände. In romanischen Ländern spielt das Verstehen oder Nichtverstehen von geschriebenen und gesprochenen romanischen Sprachen durch Sprecher, die diese Sprache nicht erworben haben, eine Rolle (z. B. Jamet 2007). Eine weitere Sparte untersucht den Erwerb von Interkomprehenskompetenz durch Romanophone; eine andere das Verhalten von Sprechern unterschiedlicher romanischer Sprachen in informeller Interkomprehension.
In Deutschland ist die Interkomprehension romanischer Sprachen Gegenstand didaktischer Forschung. Während es zunächst um die Erforschung des Erlernens einer zweiten romanischen Sprache ging (etwa Spanisch nach Französisch) (Abel 1971), hat sich der Schwerpunkt inzwischen verschoben. Hierzulande fokussiert die (didaktische) Interkomprehensionsforschung auf folgende Fragen: 1.) Wie geschieht das Verstehen einer unbekannten romanischen Sprache durch Deutschsprachige ? 2.) Wie fördert Interkomprehension die Sprachlernbewusstheit und die Sprachlernkompetenz ? 3.) Wie ist Interkomprehension an wen lehrbar ? 4.) Was sagen (kompetente) Sprachenlerner zum Mehrsprachenerwerb und zum interkomprehensiv basierten Unterricht, zu Sprachlernbewusstheit und Sprachlernkompetenz ? Es wurden didaktische Methoden entwickelt, die es erlauben, eine (fremde) Sprache auf Basis einer nahverwandten (bereits erlernten evtl. als Muttersprache) Sprache zu verstehen. Dabei gehen sie von den Gemeinsamkeiten (Transferbasen) der Sprachen aus. Unbekannte Wörter, Bedeutungen, Strukturen und sprachliche Funktionen werden erschlossen.

## Abzielen der Lern- und Lehrmethode der Interkomprehension und ihre Grenzen
Interkomprehension meint das Verstehen von Sprachen, die weder auf natürliche Weise erworben noch über Unterricht erlernt wurden. So verstehen Deutschsprachige auf Anhieb den niederländischen Satz Typ voor lokale en regionale informatie een plaatsnaam of de vier cijfers van een postcode en klik op OK ‘Tipp(e) für (die) lokale und regionale Information einen Platznamen (Ortsnamen) von den vier Ziffern von einem Postkode (Postleitzahl) [ein] und klicke auf OK’. Die Identifikation der zielsprachlichen Elemente liefert wichtige Informationen zu Wortschatz und Grammatik des
Niederländischen, zugleich aber auch zu sog. Korrespondenzregeln zwischen der Ziel- und der Ausgangssprache: etwa voor ~ ‚für‘, een ‚ein(e)‘, plaatsnaam ~ ‚Platzname‘, Postkode ~ ‚Postleitzahl‘…; zur Wortbildung nl. –atie ~ dt. –ation…; zur Phonetik und zur Orthographie: lange Vokale werden im Niederländischen durch Doppelung gekennzeichnet: voor, naam...; zur Morphologie: der Plural wird u. a. durch -s- ausgedrückt (wie oft im Englischen und im Französischen); der Imperativ ähnelt dem deutschen Muster: typ tipp(e)…. Zugleich bleiben offene Fragen, die der späteren Klärung bedürfen (Heißt of wirklich ‚von‘ oder aber ‚oder‘?). Die Kenntnis einer zwischensprachlichen Korrespondenzregel führt bei einiger Übung zur Erweiterung des relevanten Wissens: Ist voor erst identifiziert, dann werden voor niks ~ für nichts (umsonst), wat voor – was für (wozu; what for) auf Anhieb transparent. So erweitert sich der interlinguale Intake leicht um einen lernerseitigen Autoinput. Man hat in diesem Zusammenhang auch von optimiertem Input (enhanced i.) gesprochen. Wie die Beispiele verraten, verlangt Interkomprehension nicht nur Sensibilität für Sprachen, sondern auch für die eigentliche Interkomprehensionshandlung bzw. den Lernprozess. Mentale Prozesse, wie die hier geschilderten, bilden in kurzer Zeit Routinen aus, so dass der interkomprehensive Ansatz auch eine Praxis bezeichnet, sich neuen Fremdsprachen zu nähern und das Wissen in schon bekannten Sprachen auszubauen.

## Interkomprehension, Erhöhung des kommunikativen Radius, interkulturelles Lernen in europäischer und internationaler Perspektive
Dass Interkomprehension den raschen Aufbau von Lesekompetenz in weiteren Fremdsprachen als den bereits erlernten bietet, erklärt das besondere Interesse
der Europäischen Union an der Interkomprehension und ihrer Didaktik (Bär 2004). So heißt es in den Empfehlungen zur Entwicklung von Sprachcurricula:
“…making it possible for learners to acquire partial competences in languages related to those they know or have studied already (e.g. intercomprehension)”
(Beacco et al. 2010). Und im Aktionsplan Promoting Language Learning and Linguistic Diversity (Kommission der Europäischen Gemeinschaften, 2003: 3) heißt es u. a.: „Every European citizen should have meaningful communicative competence in at least two other languages in addition to his or her mother tongue. This is an ambitious goal, but the progress already made by several Member States shows that it is perfectly attainable.“ Hinter dem Epithet „at least“ versteckt sich das Ziel einer diversifizierten und abgestuften Mehrsprachigkeit, in der die durch Interkomprehension erreichte mehrsprachige Lesekompetenz eine grundlegende Rolle spielt.
Vor allem in den romanischen Ländern findet die Interkomprehension längst weite Beachtung – Union Latine, Redinter, Euro-mania, InterRom, InterLat, Galanet u. a. m.
(passim Capucho et al. 2007; Meißner et al. 2011). In einigen Kontexten erweitert die Interkomprehensionsdidaktik den kommunikativen Radius zwischen Sprachen und Sprachvarietäten, wie Romani (2010) am Beispiel des Quechua in Peru zeigt, das neben dem Spanischen als eine nationale Sprache fungiert.
Interkomprehension ermöglicht die verstehende Begegnung mit vielen fremden Sprachen. Indem sie sowohl
das Gespräch zwischen Menschen unterschiedlicher Sprachen erleichtert als auch die Lektüre von Texten in vielen Sprachen erlaubt, befördert sie Empathie und das Verstehen fremder Kulturen. In einem vielsprachigen Europa ist dies nicht ohne Bezug zur Beförderung einer polyreferentiellen Identität, wie zahlreiche empirische Befunde ausweisen. All dies erklärt die Relevanz von Interkomprehension auch für das interkulturelle Lernen bzw. die Ausbildung interkultureller Kompetenz.

## Erfahrungen mit Interkomprehensionsunterricht und interkomprehensiv basiertem Lernen
Auch Deutschsprachigen ist die romanische oder etwa slawische Interkomprehension zugänglich, wenn diese über entsprechende Kenntnisse verfügen.
Solche können als vorhanden gelten, wenn in zwei Fremdsprachen die Niveaustufe B1 erreicht ist. Erfahrungen mit sehr unterschiedlichen Lernergruppen zeigen regelmäßig, dass das interkomprehensiv basierte Lesen schon nach wenigen Stunden zu einer Kompetenzstufe in der Zielsprache führt, die der einer für den Identifikationstransfer stark herangezogenen Brückensprache entspricht. Interkomprehension ist somit eine Methode zur raschen Erweiterung der Mehrsprachigkeit in mehr als zwei Fremdsprachen. Will man die Interkomprehensionskompetenz in der Breite zugrunde legen, so sind ein
diversifiziertes Schulsprachenangebot und ein reflexiver Fremdsprachenunterricht unverzichtbar. Mit der Entschlüsselung zielsprachlicher Formen und Funktionen geht eine Erhöhung der Aufmerksamkeit für das eigenen Sprachverarbeitungs- und -lernverhalten einher. Das Selbstmonitoring und die Aufmerksamkeitslenkung zwischen relevantem sprachlichen und lernbezogenen Vorwissen und 'neuen' zu erschließenden Strukturen erklären, weshalb der interkomprehensive Ansatz auch eine Strategie der Erhöhung von Selbst-, Lern- und Sprachaufmerksamkeit ist. Hier liegt die Verbindung zum autonomen Lernen.
„Je früher, desto besser.“ Diese für Vieles zutreffende Binsenweisheit gilt auch für das reflexive Sprachenlernen. Schon im Anfangsbereich des Umgangs mit fremden Sprachen bzw. des Fremdsprachenlernens spielt das Vergleichen z. B. zwischen mutter- und zielsprachlichen Strukturen eine wichtige Rolle. Morkötters (2016) Untersuchungen zeigen am Beispiel von Deutsch und Niederländisch, Französisch und weiteren Sprachen, dass bereits zu Beginn der Sekundarstufe I Lerner Sprachen- und Sprachlernsensibilität mit Hilfe interkomprehensiver Verfahren ausbilden.
Welches sind die Gründe für den Erfolg solcher Verfahren? Wie das niederländisch-deutsche Beispiel veranschaulicht, entspricht die Interkomprehension der mentalen Sprachverarbeitung, wie sie beim Verstehen
sprachlicher Daten bzw. beim Spracherwerb üblich ist. Dies überrascht nicht, denn Interkomprehension ist nichts anderes als Komprehension zwischen
sprachlichen Varietäten, z. B. zwischen Dialekten der eigenen Sprache. Komprehension fußt immer auf der spontanen oder erschlossenen Identifikation
sprachlicher Schemata, d. h. auf der Rückführung von einlaufenden Sprachmustern (Wörter, Strukturen usw.) auf schon verfügbares Wissen, was wiederum
die Konstruktion neuer Wissensschemata bewirken kann. Besonders plausibel erklären Netzwerkmodelle zum mehrsprachigen mentalen Lexikon derartige
Prozesse. Aufgrund ihrer ‚Natürlichkeit‘ führt Interkomprehension zu einem sehr raschen Sprachenwachstum.
Die materiale Voraussetzung ist indes stets,
dass sich zwischen den betreffenden Sprachen in ausreichender Weise ‚Transferbasen‘ auffinden lassen. Hierunter sind Ähnlichkeiten und Analogien
zwischen bekannten Schemata und neuen Wissensobjekten zu verstehen (etwa dt. tippe ~ nl. type). Während zwischen den Sprachen ein und derselben
Sprachfamilie linguale Ähnlichkeiten in hoher Zahl augenfällig sind, fehlen solche weitgehend zwischen distanten Sprachen (z. B. Deutsch und Japanisch). In diesen Fällen greift die inzwischen entwickelte
Interkomprehensionsdidaktik nicht.

## Empirische Forschung zur Interkomprehensionsdidaktik
Im Gegensatz zum schulischen Fremdsprachenunterricht, dessen Effizienz man sich erst seit wenigen Jahrzehnten empirisch zu „messen“ anschickt, hat sich die
Interkomprehensionsdidaktik seit ihrer Entstehung (Meißner 1993; Hufeisen 1994) um transparente empirische Fundierung bemüht und eine Reihe von
Studien vorgelegt (allein in Deutschland u. a. Meißner & Burk 2001; Bär 2009; Strathmann 2010; passim Doyé & Meißner 2010; Meißner et al. 2011; Morkötter 2016). Die Arbeiten nehmen folgende Aspekte in den Fokus: 1.) Romanische Interkomprehension bei Deutschsprachigen (Schüler der Sekundarstufen, Studierende aller Fachbereiche, sprachlernungewohnte Erwachsene), 2.) Erprobung und Beschreibung von interkomprehensionsunterricht (Schüler der Sekundarstufen; junge Lerner), 3.) Einstellungen zu Mehrsprachigkeit und Interkomprehension (Morkötter 2005). Die Daten wurden per Videographie, teilnehmender Beobachtung, Lernerprotokolle, Laut-Denk-Protokolle und durch Subjektive-Theorienforschung erhoben.
Alle diese Studien, zu
denen sich zahlreiche ausländische Arbeiten gesellen, unterstützen die längst bekannten guten Erfahrungen mit Interkomprehension
(vgl. passim Meißner & Reinfried 1998). Dass das Interkomprehensionsereignis den Aufbau der Lernersprache bzw. des mehrsprachigen mentalen Lexikons
in statu nascendi abbildet und dass dies bewusstheitsnah geschieht, erklärt die besondere Eignung der Interkomprehensionsmethode zur Förderung von
Sprachlernbewusstheit (language and language learning awareness raising strategy) (Meißner & Morkötter 2009). Hier liegt eine enge Beziehung zwischen
der Interkomprehensionsmethode (Meißner 2004a; Hufeisen et al., Rieder 2001, auch Doyé 2005) und der Lernerautonomie vor.

## Die erweiterte Transfertypik und die Hypothesengrammatik
Wie bereits anklang, ist die Interkomprehensionsdidaktik eine Transferdidaktik. Unter Transfer verstehen die Wissenschaften vom Lernen gemeinhin den
„Einfluss eines bereits erlernten Materials auf (das) Lernen eines nachfolgenden Materials (Lernstoff, Aufgabe)“ (Heuser 2001: IV, 335). Allerdings
greift diese Definition aus Sicht der Spracherwerbsforschung zu kurz, wenn man sie (wie in der Fremdsprachendidaktik üblich) auf unterrichtliche
Situationen begrenzt, denn offensichtlich sind Transferprozesse bei jedem Spracherwerb – ob gesteuert oder ungesteuert – im Spiel. Dies belegen
Phänomene wie Wiedererkennen und Häufigkeit der Verarbeitung von Formen bzw. Ausbau von semantischen und funktionalen Schemata. In diesem Zusammenhang
wurden mehrfach die mentalen Aktivitäten von accretion, structuring und tuning (Norman 1982) genannt.
Da das Ziel der Interkomprehensionsdidaktik
zunächst darin besteht, das lernerseitig vorhandene lernrelevante ‚träge Vorwissen‘ zu nutzbarem Spracherwerbs- und Sprachenwissen umzuformen, musste
die interkomprehensionsdidaktische Forschung ausleuchten, welche Beziehungen zwischen den verschiedenen Anwendungsfeldern des sprachlichen Transfers
und seiner mentalen Organisation bestehen. Die im Zusammenhang mit dem Projekt ‚Deutschsprachige lesen unbekannte romanische Fremdsprachen‘
(Meißner 2013) erhobenen Daten erlaubten die Erstellung einer Transfertypik, die weit über die zum Teil lernhemmende Unterscheidung zwischen
positivem und negativem Transfer hinausreicht (Meißner 2004b).
- Transfertyp:
  - Identifikationstransfer: Leseverstehen, Hörverstehen, Hörsehverstehen
  - Produktionstransfer: Schreiben, Lesen
- Transferrichtung:
  - proaktiver Transfer: aus einer bereits bekannten Sprache auf die Zielsprache
  - retroaktiver Transfer: aus der Zielsprache auf eine schon bekannte Sprache mit Modifikationseffekten im mentalen Bestand der Brückensprache
- Transferreichweite:
  - Transfer intralingual: innerhalb eines einzelnen zielsprachlichen Systems, z. B. der L4-Italienisch
  - Transfer intralingual: innerhalb eines ausgangssprachlichen Systems, z. B. der Muttersprache oder einer einem Lerner schon bekannten Sprache
  - Transfer interlingual: zwischen Sprachen, eine gewisse Systematizität/Regularität betreffend, die mindestens zwei Sprachen umfasst.
- Transferbereiche der involvierten Sprachen
  - lexikalischer Transfer
  - morphosyntaktischer Transfer
  - phonologischer Transfer
  - orthographischer Transfer
  - pragmatischer Transfer, Transfer kommunikativer Attitüden, Routinen usw.
- Transferkategorien:
  - Formtransfer: Transfer von Signifikanten bzw. Formelementen (z. B. Morpheme, Wortbildungsmuster) usw.
  - Inhaltstransfer, z. B. Transfer von semantischen Schemata, Ergänzungen von interlingualer ‚Polysemie’ bzw. Intersynonymie.
  - Funktionstransfer: Transfer von sprachlichen (grammatikalischen) Regularitäten
- didaktischer Transfer:
  - Transfer von Lernerfahrungen. Betroffen sind Selbstregulation und Lernmonitoring: Motivationssteuerung; Lernzeitmanagement; Organisation der Lernumgebung; Definition von Lernzielen und Lernstrecken; Bewertung und Kontrolle der Lernschritte und des Lernerfolgs; Sicherung der Lernergebnisse; Einsatz und Erreichbarkeit von Medien und Hilfsmitteln; Organisation von sozialen Komponenten erfolgreichen Lernens z. B. im Kontakt mit anderen Personen: Tandem und Austausch von Sprach und Lernerfahrungen; Inanspruchnahme von Lernberatung; Anlage eines Lernprotokolls; eines persönlichen Mehrsprachen-Wörterbuches; Protokoll und systematische Fortschreibung der Hypothesengrammatik; Organisation von Lernstrategien und Lerntechniken; Auswahl und kompetente Nutzung von Hilfsmitteln wie Konsultationsgrammatiken und Wörterbüchern und zu guter Letzt Trennung des lexikalischen und morphosyntaktischen Materials in die Kategorien ‚opak’ und ‚transparent’, Erstellung eines eigenen Lernplans auf der Grundlage der Hypothesengrammatik und des Lernmonitorings.

Eine erfolgsleitende Variable betrifft den Auslöser eines Transfers, d. i. die Zuordnung von Phänomenen in unterschiedlichen Sprachen unter dem Kriterium
einer echten oder nur scheinbaren Ähnlichkeit. Sprachliche Sensibilität und Sensibilität für zielführende Interkomprehensionsprozesse sind entscheidend
für die Initiation von Transferhandlungen der unterschiedlichen Art.
Zur Erklärung eines neben dem Transfer zentralen Elements der Interkomprehensionsdidaktik, der Hypothesengrammatik, sei nochmals an das niederländische Beispiel erinnert: Die geschilderten Identifikationsprozesse generieren ‚Sprachhypothesen‘, die auf die Konstruktion einer Grundgrammatik der Zielsprache und ihres Wortschatzes durch die Lernenden selbst abheben, und die einer späteren Überprüfung bedürfen („Bildet man den Plural wirklich mit –s?“): Im sozialen Spiel des natürlichen Spracherwerbs wirken dabei die direkten und indirekten Reaktionen der Sprachpartner bestätigend oder verwerfend auf die Bildung und Modifikation der Hypothesen ein. Wesentliche Unterschiede im Vergleich zum Erstsprachenerwerb ergeben sich aus dem hohen Grad des potentiell lernrelevanten, oft mehrsprachlichen, Vorwissens der Lernenden. So verfügen Erwachsene bereits über zumindest ein entwickeltes Sprachsystem (ihrer Erstsprache) und zudem sehr oft über lernrelevantes Wissen aus mehreren Fremdsprachen und deren Erwerb. Sie ziehen dieses Wissen heran, wenn sie sich einer weiteren Sprache nähern oder ihre Kenntnisse in einer bestimmten Fremdsprache vertiefen wollen. So betreffen z. B. im Volkshochschulunterricht des Italienischen weit über die Hälfte aller lernerseitigen Vokabelfragen zwischensprachliche Ähnlichkeiten („Heißt das Wort dasselbe wie im Französischen?“) (De Florio-Hansen 1994). Der Einsatz der Hypothesengrammatik ist ein entscheidendes Kriterium für die Qualität interkomprehensionsdidaktischen Unterrichts. Die Hypothesengrammatik ist indes nicht nur ein Mittel zur Erschließung der Zielsprache, sondern auch zur Sicherung von Nachhaltigkeit. Erst das Zusammenwirken von volitionalen (motivationalen) Komponenten (savoir-être) mit solchen des Wissens (savoir) und des Könnens (savoir-faire) – um es in der Begrifflichkeit des Gemeinsamen europäischen Referenzrahmens für Sprachen: lernen – lehren – beurteilen zu sagen (Europarat 2001) – erlauben die Entwicklung einer operablen Interkomprehensionskompetenz (vgl. auch REPA 2009).

## Selektion und die Anordnung des sprachlichen Inputs
Offenbar müssen Lernende, um ihre (latent bereits vorhandene) Interkomprehensionspotenz wirklich nutzen zu können, Transferbasen in ausreichender Zahl identifizieren können. Die kritische Schwelle liegt bei etwa 30 Prozent der types, wobei die Wortzahl (tokens) zunächst von nachrangiger Bedeutung ist (Meißner & Prokopowicz 2012). Dies unterstreicht sowohl den langfristigen Aufbau des Intake als auch die Anordnung des Inputs. Da es sich bei der Interkomprehension um ein natürliches Phänomen handelt, das Prozesse umfasst, die schon beim Erstsprachenerwerb begegnen, sind interkomprehensive Verfahren bereits zu einem frühen Zeitpunkt des Spracherwerbs nutzbar (Imgrund 2007; Morkötter 2011).
Wie beim Sprachenlernen allgemein sind Elemente, welche für eine Sprache ‚zentral‘ (häufig) sind, von ‚exzentralen‘ (selten) zu trennen. Aufgrund seines Umfangs betrifft dies zuvorderst den sog. Grundwortschatz. Die folgende Grafik zeigt in Prozenten die Wiedererkennbarkeitsraten zwischen den Grundwortschätzen der wichtigsten deutschen Schulfremdsprachen:
Wie man sieht, sind 81,5 % z. B. des spanischen, 86 % des italienischen, 70 % des Englischen Grundwortschatzes auf der Grundlage des Französischen bereits ‘identifizierbar, aber auch das Englische ‚hilft‘, und zwar im Umfang von 55 % für das Französische (Meißner 1989). Man kann zwar über Feinheiten der Komputation und über die Präsenz des Grundwortschatzes in unterschiedlichen Textsorten streiten, nicht in Zweifel gezogen werden kann die äußerst hohe Rate an Transferbasen innerhalb der jeweiligen romanischen, slawischen oder auch germanischen Sprachfamilie. Dennoch sei vor naivem Optimismus gewarnt, denn ‚längst nicht alles‘ ist zwischen romanischen und erst recht nicht zwischen germanischen Sprachen transparent (Zeevaert & Möller 2011).
Auch das Deutsche weist breite Brücken zu den romanischen Sprachen auf. Solche liefern zuvorderst Fremdwörter: progressiv, grazil,  liberal, human, Medizin, animalisch, Konsum, Radio, maritim, stellar, Hospital, Enthusiasmus, enthousiasme, enthusiasm, entusiasmo, Polizei, police, polizia, polizija. Solche Wörter machen in theorienahen Texten (Zeitungsartikel, Fachsprachen, Nachrichten) nach den Strukturwörtern eine sehr hohe Prozentrate des Bestandes aus. Untersuchungen zu erfolgreichen deutschsprachigen ‚Transfer-Leistern‘ mit unbekannten romanischen Sprachen ergeben, dass jene oft neben Kenntnissen in Fremdsprachen den deutschen Bildungswortschatz in starker Weise für Interkomprehensionsprozesse heranziehen.
Auf Klein & Stegmann (1999) geht die Idee des Sprachenfilterns zurück: In den Sieben Sieben sieben sie das romanische Material in Transfer- und in ‚Profilformen‘. Unter letzteren verstehen sie Formen und Funktionen, die sich nur in einer einzigen romanischen Sprache vorfinden lassen und daher keine Transferbasen darstellen: etwa fr. beaucoup (it. molto, pg. muito, sp. mucho, en. much), sp. alfombra (pg. tapete, kat. catifa, it. tappeto, dt. Teppich, fr. tapis, en. carpet usw.) usw.; im Bereich der Zeitenbildung kat. Pretèrit perfet perifràstic, gebildet mit einer konjugierten Form des Verbs anar (dt. gehen) < lat. VADERE (vaig, vas, va, vam/vàrem, vau/vàreu, van/varen + Infinitiv). Besonders augenfällig wird die interlinguale Lernökonomie auf dem Feld der zwischensprachlichen Lautregeln. So schafft das Wissen um die Regularität der graphischen Korrespondenz von it. -tt-, sp. -ch-, pg. -it-, fr. -it-, rum. -pt-Transparenz zwischen zahlreichen Wortserien: etwa notte, noche, noite, nuit, nocte oder otto, ocho, oite, huit, opt oder perfetto, perfecto, perfeito, parfait, perfect, dt. perfekt. Allein im spanisch-italienischen Vergleich führt dies zu zahlreichen weiteren Identifikationen, hierunter sospecho / sospetto, dicho / detto; satisfecho / sodisfatto, derecho / diritto, pecho / petto, lucha / lotta, techo / tetto, estrecho / stretto, lecho / letto. Im Kern heißt die Botschaft: Statt eine Unmenge von einzelsprachlichen Wörtern und Regeln neu zu erlernen, sich mit Hilfe einer überschaubaren Menge von Transferregeln das Material aus mehreren Sprachen verfügbar machen. Es ist offensichtlich, dass Lernende – um dies erfolgreich tun zu können – bereits zu einem sehr frühen Zeitpunkt der Lernstrecke die Profilformen kennenlernen müssen.

## Reflexives Lernen und Interkomprehension
Die Spannweite des Einsatzes interkomprehensiver Verfahren ist erheblich: Sie reicht vom simultanen Erwerb von Lesekompetenz in mehreren Sprachen derselben Sprachfamilie bis hin zu einer Steuerung von Tertiärsprachenunterricht durch systematische Aktivierung des lernerseitig vorhandenen transferrelevanten Vorwissens (z. B. Spanischlernen nach Französisch). Selbstverständlich können interkomprehensive Verfahren streckenweise auch beim Erlernen von Sprachen eingesetzt werden, die sich stärker von der Ausgangssprache unterscheiden (etwa Deutsch/Polnisch oder Deutsch/Russisch) (Behr 2005); ebenso können sie traditionellen Fremdsprachenunterricht bereichern und verbessern.
Als Vorteile der interkomprehensiven Methode für das reflexive Lernen von Sprachen und die Lernerautonomisierung lässt sich aufgrund bisher dokumentierter Erfahrungen (Fallstudien, Laborstudien) zusammenfassen:
- Interkomprehension arbeitet sehr eng und bewusst mit sprachlichen Strukturen und gestattet daher Lernenden Einsicht in den Aufbau ihrer eigenen Lernersprache. Für Lehrende ist sie ein wichtiges Element der Lerndiagnostik.
- Interkomprehension lehrt/übt das zielorientierte Vergleichen zwischen Sprachen und ist eine Strategie zur Förderung von Sprachenbewusstheit.
- Indem die Interkomprehension über das Vergleichen zwischen Sprachen Sensibilität für sprachliche Strukturen und Funktionen vermittelt, stellt sie eine starke Strategie zur Fehlerprophylaxe dar.
- Indem die Interkomprehensionsmethode die langfristige Aufzeichnung der Hypothesengrammatik verlangt, fördert sie das Lernmonitoring und die Ausbildung von nachhaltigkeitsgenerierenden Lernroutinen.
- Die Überprüfung der Hypothesengrammatik verlangt die Konsultation geeigneter Medien: Von Glossaren, Konkordanzen, Wörterbüchern, Konsultationsgrammatiken auf papiernen oder elektronischen Datenträgern.

Last but not least:
- Gelingende Interkomprehension stärkt die Selbstwirksamkeit und führt zu einer Revision (Positivierung) bisheriger Vorstellungen von fremden Sprachen und ihrer Lernbarkeit. Die mit Interkomprehension verbundene Mehrsprachenerfahrung macht bewusst, dass Sprachen einander stützen und das Sprachenlernen allgemein erleichtern.

## Textarbeit und Sprachcurriculum in der Interkomprehensionsdidaktik
Wie deutlich wurde, besteht über hypothesengenerierende Verfahren ein enger Zusammenhang zwischen interkomprehensionsdidaktischen Verfahren und der
Lernerautonomisierung.
In der Diskussion um das konstruktivistische Lernen wurden die Vorteile unstrukturierten mehrfach hervorgehoben. Sie werden darin gesehen, dass Lernende selbst Texte dekonstruieren und rekonstruieren müssen, was zu einer tiefen und breiten Verarbeitung der sprachlichen Daten führt. Dies gilt auch beim interkomprehensiven Lesen (Lutjeharms 2002). Deshalb sollten Texte eben nicht – wie bei stark induktivistischer Steuerung üblich – überdeutlich das zu lernende Phänomen herausstellen und dadurch die De- und Rekonstruktion verhindern. Im Grunde bestimmt die Reihenfolge, in der die Lernenden selbst die sprachlichen Themen (Nominalbegleiter, Pronomen usw.) wahrnehmen, die Progression. Die Interkomprehensionsdidaktik kann von Anfang an die Vorteile einer sog. ‚authentischen‘ Textlektüre nutzen.
Werden interkomprehensionsdidaktische Verfahren im Unterricht einer 3. modernen Fremdsprache genutzt (etwa Italienisch/Spanisch nach Englisch, Französisch), so ist zu fragen, wie das Sprachcurriculum aufzubauen ist. Folgt das Progressionsmuster jenem der ersten und zweiten Fremdsprache, so heißt dies, dass die im Vergleich zu den produktiven Kompetenzen um ein Vielfaches größeren rezeptiven Kompetenzen nicht genutzt werden können, wie folgende Schemata zeigen:
Eine Progression, die zu Beginn des Lehrgangs in starker Weise auf die bereits latent vorhandene Lesekompetenz in der Zielsprache setzt, bewirkt ein erhebliches Mehr an Verarbeitung von Texten (Sprachdaten), als dies nach dem traditionellen Muster der Fall ist. Mit der Ausweitung des Inputs erhöht sich der Intake. Dies wiederum erlaubt eine bessere Qualität von interkulturellem Lernen, da das Verstehen zielkultureller Themen in der Zielsprache für die Ausbildung interkultureller Kompetenz eine wichtige Rolle spielt.
Der Aufbau der Progression gliedert sich dann knapp in folgende Phasen: Zielsprachliche Phonetik und Aussprache – Erschließung der zielsprachlichen Grundgrammatik über die Erstellung einer Hypothesengrammatik – Aufbau der produktiven Fertigkeiten. Selbstverständlich kann diese idealtypische Progression durchbrochen werden, sofern die Lernenden dies wünschen; z. B. indem sie ein Mehr an Produktivität einfordern.

## Beispiele von Sprachpaaren
Gegenseitige Verständlichkeit oder Englisch mutual intelligibility ist in der Allgemeinen Linguistik eine Eigenschaft, die an einer Reihe von Sprachpaaren festgestellt werden kann.

### Schriftliche und mündliche Formen
Einige nah verwandte Sprachen, die auch ein ähnliches Verschriftlichungsmodell verwenden, sind sowohl mündlich als auch schriftlich gegenseitig verständlich („mutually intelligible“). Das trifft unter anderem auf folgende Beispiele zu:
- Kroatisch, Bosnisch, Montenegrinisch und Serbisch (wenn letzteres nur gesprochen oder in Lateinschrift geschrieben wird)
- Bulgarisch, Mazedonisch und Torlakisch (wenn letzteres in kyrillischer Schrift geschrieben wird)
- Tschechisch und Slowakisch
- Russisch, Belarussisch und Ukrainisch
- Niederländisch und Afrikaans
- Deutsch (insbesondere Moselfränkisch) und Luxemburgisch
- Dänisch und Norwegisch (hier besonders Bokmål)
- Isländisch und Färöisch
- Galicisch und Portugiesisch
- Galicisch und Spanisch
- Korsisch und Italienisch
- Türkisch und Aserbaidschanisch (wenn letzteres in Lateinschrift geschrieben wird)
- Bahasa Malayu und Bahasa Indonesia

### Mündliche Formen
Manche Sprachen sind hingegen in ihrer gesprochenen Form mehr oder weniger gegenseitig verständlich, während sie schriftlich verschiedene Kodifizierungsmodelle verwenden. Beispiele sind unter anderem:
- Deutsch und Jiddisch
- Hindi und Urdu
- Norwegisch und Schwedisch (Dänisch siehe Schriftliche Form)

### Schriftliche Formen
Dem gegenüber stehen Sprachen, die in ihrer geschriebenen Form leichter gegenseitig verständlich sind, während die Verständigung in ihrer gesprochenen Form größere Probleme aufweist. Dies gilt unter anderem für:
- Dänisch, Schwedisch und Norwegisch
- Deutsch und Niederländisch (asymmetrisch)
- Spanisch und Portugiesisch (asymmetrisch)
- Spanisch und Katalanisch
- Estnisch und Finnisch
- Persisch und Kurdisch
- Hochchinesisch, Kantonesisch, Taiwanisch usw. (alle Chinesische Sprachen)

### Gebärdete Formen
- Dänische Gebärdensprache und Isländische Gebärdensprache[10]

### Asymmetrische Formen
- Portugiesischsprecher verstehen Spanisch meist besser als umgekehrt, da sie ein dem Spanischen ähnliches Verschriftlichungsmodell verwenden, hingegen die portugiesische Aussprache desselben für Spanischsprecher Probleme bereitet.[11]
- Deutschschweizer und Österreicher verstehen Deutsche meist besser als umgekehrt, da sie neben ihrem Dialekt auch Standarddeutsch lernen und durch den Konsum deutscher Medien zumindest auch passive Sprachkompetenz in anderen deutschen Dialekten haben.
- Litauer verstehen Letten besser als umgekehrt, da die litauische Sprache archaischer und formenreicher ist als die lettische.
- Forschung zeigt, dass Deutsch für Niederländischsprachige besser zu verstehen ist als umgekehrt.[12] Studien mit deutschen und niederländischen Kindern im Alter von 9–12 (ohne Fremdsprachenkenntnisse) zeigten, dass die deutschen Kinder weniger niederländische Wörter verstanden als umgekehrt.[13] Bei der gegenseitigen Verständlichkeit gibt es auch große Unterschiede zwischen verwandten und unverwandten Wörtern. So konnten Niederländischsprachige in einer Studie der Reichsuniversität Groningen 71 % der deutschen Kognaten (verwandte Wörter, z. B. „boom“ und „Baum“) richtig übersetzen, aber nur 26,6 % der Nicht-Kognaten (z. B. „vaak“ und „oft“).[14] In fast allen Studien um gegenseitige Verständlichkeit werden die deutsche und die niederländische Standardsprache verglichen. Die gegenseitige Verständlichkeit zwischen Standarddeutsch und niederländischen Mundarten (oder Standardniederländisch und deutschen Mundarten) ist zu vernachlässigen.

## Fazit
Im Lichte der bisherigen Erfahrungen und empirischen Studien zur Interkomprehension in verschiedenen Lernkontexten muss die Interkomprehensionsmethode als ein Weg zur Verbesserung der Qualität des Sprachenlernens betrachtet werden. Der primäre Grund besteht in ihrer Eigenschaft als eine mächtige Strategie der Sprachlernbewusstheit. Indem Interkomprehension über die Darlegung der Hypothesengrammatik den Aufbau der Lernersprache bewusst macht, darf sie als ein wichtiges Instrument der Lerndiagnostik gelten. Interkomprehension betrifft schon daher nicht allein die sog. spät erlernten Fremdsprachen (vgl. Meißner & Tesch 2010) und den Unterricht romanischer Sprachen (Zybatow 2002; Hufeisen & Lutjeharms 2007). Vielmehr sollte die Einsicht in das eigene Sprachenwachstum auch schon jungen Lernern in geeigneter Weise ermöglicht werden. Alle bisherigen Erfahrungen mit Interkomprehensions- oder interkomprehensionsbasiertem Unterricht zeigen, dass die Lerner
- in der Zielsprache sehr rasch eine hohe Lesekompetenz aufbauen und somit ein Mehr an Input nutzen können
- das Vergleichen zwischen Sprachen lernen
- ihre Kompetenz, reflexiv zu lernen, ausbauen
- ihre bisherigen Einstellungen zu Sprachen und ihre Selbstwirksamkeitserfahrungen mit Sprachen optimieren.

Allerdings verlangt reflexives Lernen auch reflexives Lehren. Es zeichnet sich dadurch aus, dass die Lernenden in die Entscheidungen mit einbezogen und ihre Lernprozesse auch im Unterricht analysiert und thematisiert werden.

## Forschungsprogramme und Versuche der methodischen Anwendung der Interkomprehension

### Bereich Romanistik
- EuRom 4[15] bzw. EuRom 5[16]
- Galatea (Galanet/Galapro)[17][18][19]
- Euro-mania[20]
- LaLiTa (Laboratorio Linguistico Telematico)[21][22]
- EuroComRom[23]
- Babelweb[24]

### Bereich Germanistik
- IGLO (Intercomprehension in German Languages Online)[25]
- SIGURD (Socrates Initiative for Germanic Understanding and Recognition of Discourse)[26]
- EuroComGerm[27]

### Bereich Slawistik
- Bochumer Lesekurse[28]
- EuroComSlav[29]